# الأمن القومي للولايات المتحدة
الأمن القومي للولايات المتحدة National security of the United_States هو مصطلح جماعي يشمل سياسات كل من الدفاع الوطني الأمريكي والعلاقات الخارجية. 

## عناصر السياسة
تشمل التدابير المتخذة لضمان الأمن القومي الأمريكي ما يلي:
- استخدام الدبلوماسية لحشد الحلفاء وعزل التهديدات.
- حشد القوة الاقتصادية لإثارة التعاون.
- الحفاظ على قوات مسلحة فعالة.
- تنفيذ سياسات الدفاع المدني والتأهب لحالات الطوارئ (بما في ذلك تشريعات مكافحة الإرهاب )
- ضمان مرونة وتكرار البنية التحتية الحيوية.
- استخدام أجهزة الاستخبارات لكشف وهزيمة أو تجنب التهديدات والتجسس، وحماية المعلومات السرية.
- تكليف خدمات مكافحة التجسس أو الشرطة السرية بحماية الأمة من التهديدات الداخلية. [2]

## الدستور
لقد دخلت عبارة "الأمن القومي" الخطاب السياسي في الولايات المتحدة منذ انعقاد المؤتمر الدستوري. جادل الفيدراليون بأن السيطرة المدنية على الجيش تتطلب حكومة مركزية قوية بموجب دستور واحد. كتب ألكسندر هاميلتون: "إذا كانت الميليشيا المنظمة بشكل جيد هي وسيلة الدفاع الأكثر طبيعية عن بلد حر، فمن المؤكد أنها يجب أن تكون تحت تنظيم وتحت تصرف تلك الهيئة التي تشكل حارس الأمن القومي". 

## التنظيم
استمر تنظيم الأمن القومي الأمريكي مستقر بشكل أساسي منذ 26 يوليو 1947، عندما وقع الرئيس هاري إس ترومان على قانون الأمن القومي لعام 1947. وهذا القانون مع تعديله لعام 1949:
- أنشاء المؤسسة العسكرية الوطنية (NME) التي أصبحت تعرف باسم وزارة الدفاع عندما تم تعديل القانون في عام 1949.
- شكلت إدارة منفصلة للقوات الجوية عن القوات الجوية للجيش الأمريكي الموجودة.
- أخضعت الفروع العسكرية لوزير الدفاع الجديد.
- إنشاء مجلس الأمن القومي لتنسيق سياسة الأمن القومي في السلطة التنفيذية.
- تشكيل وكالة الاستخبارات المركزية. [4]

## الحريات المدنية
بعد أحداث 11 سبتمبر، أثار إقرار قانون الوطنية الأمريكية (قانون باتريوت آكت) جدل حول القيود المزعومة على الحقوق والحريات الفردية من أجل الأمن القومي الأمريكي. أدى تخفيف متطلبات مذكرة المراقبة الاستخبارية، بموجب الباب الثاني من القانون، إلى إثارة جدل حول المراقبة بدون مذكرة قضائية لدى وكالة الأمن القومي.  في أغسطس 2008، أكدت محكمة مراجعة مراقبة الاستخبارات الأجنبية في الولايات المتحدة (FISCR) دستورية مراقبة الأمن القومي دون إذن قضائي. 

## التقارير
في مايو 2015 أصدر البيت الأبيض تقرير بعنوان "تداعيات تغير المناخ على الأمن القومي". 

## أنظر أيضا
- أمن قومي
- تشريع مكافحة الإرهاب
- أمن الحاسوب
- أمن الوطن
- نظرية الردع
- الإرهاب في الولايات المتحدة